# Autodesk Inventor
Autodesk Inventor, dezvoltat de compania de software Autodesk, este un program 3D utilizat în proiectarea, vizualizarea și simularea de produse. Autodesk Inventor concura direct cu SolidWorks si SolidEdge și mai puțin direct cu Pro/ENGINEER, CATIA, și NX (Unigraphics).